# Unionville Center (Ohio)
Unionville Center es una villa ubicada en el condado de Union en el estado estadounidense de Ohio. En el Censo de 2010 tenía una población de 233 habitantes y una densidad poblacional de 548,55 personas por km².

## Geografía
Unionville Center se encuentra ubicada en las coordenadas 40°8′13″N 83°20′29″O / 40.13694, -83.34139. Según la Oficina del Censo de los Estados Unidos, Unionville Center tiene una superficie total de 0.42 km², de la cual 0.41 km² corresponden a tierra firme y (3.05%) 0.01 km² es agua.

## Demografía
Según el censo de 2010, había 233 personas residiendo en Unionville Center. La densidad de población era de 548,55 hab./km². De los 233 habitantes, Unionville Center estaba compuesto por el 96.14% blancos, el 0% eran afroamericanos, el 0.43% eran amerindios, el 2.58% eran asiáticos, el 0% eran isleños del Pacífico, el 0% eran de otras razas y el 0.86% pertenecían a dos o más razas. Del total de la población el 0.86% eran hispanos o latinos de cualquier raza.